# Marie von Württemberg (1818–1888)

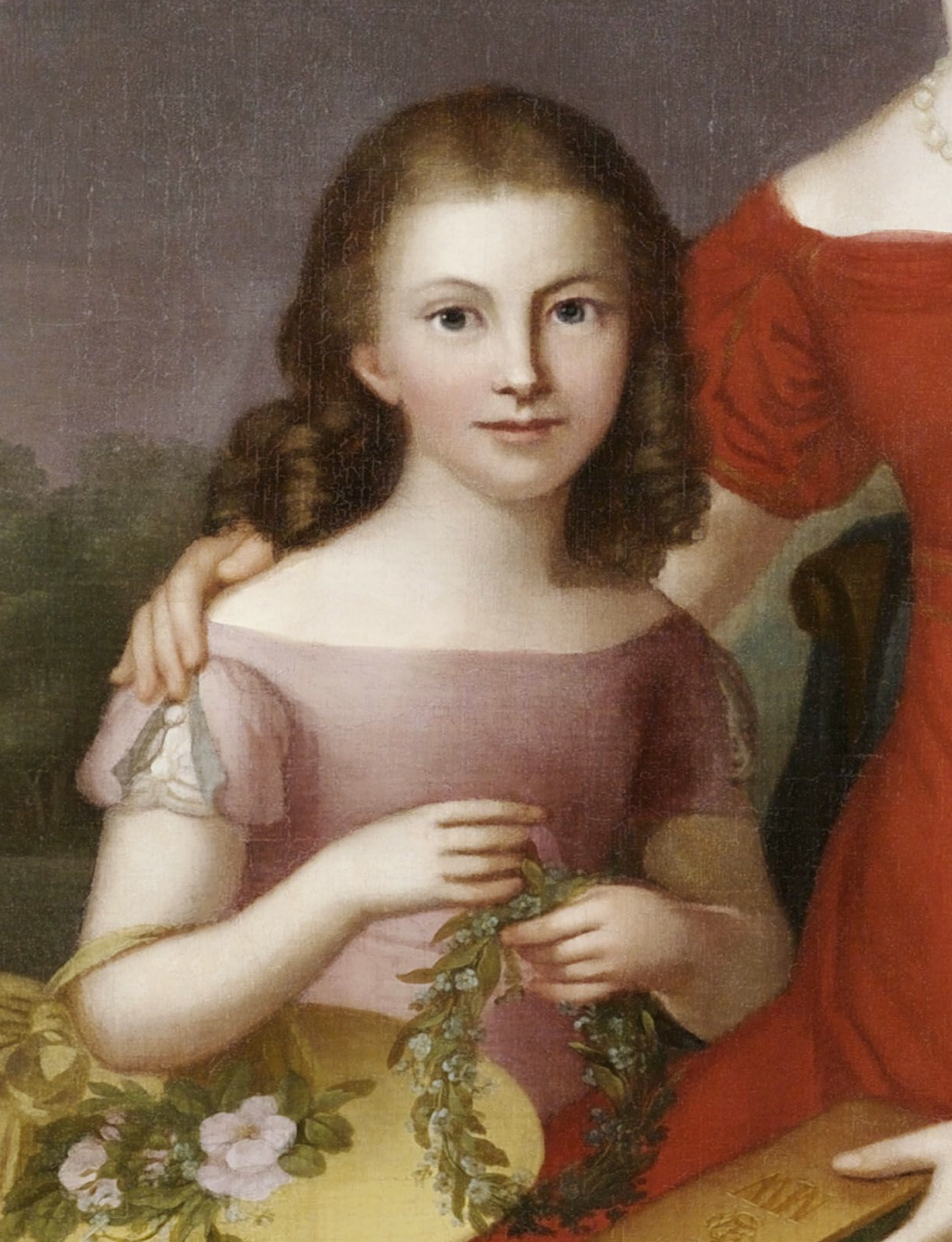
Marie von Württemberg (1818–1888)

Marie von Württemberg (* 25. März 1818 in Carlsruhe in Oberschlesien; † 10. April 1888 auf Schloss Philippsthal) war eine deutsche Prinzessin und durch Heirat paragierte Landgräfin von Hessen-Philippsthal.

## Leben
Marie war die Tochter des Titularherzogs  Eugen II. von Württemberg (1788–1857) und dessen Gemahlin Mathilde geb. von Waldeck-Pyrmont (1801–1825).
Sie heiratete am 9. Oktober 1845 im Kurbad Carlsruhe bei Oppeln den paragierten Landgrafen Karl von Hessen-Philippsthal, mit dem sie zwei Kinder hatte: Ernst (1846–1925) und Karl Alexander (1853–1916).
Marie gründete zu Beginn der 1880er Jahre in Philippsthal den „Vaterländischen Frauenverein“, dessen Aufgabenschwerpunkt in der Krankenpflege sowie der sozialen Hilfestellung lag.
Sie fand ihre letzte Ruhestätte auf dem Dorffriedhof von Philippsthal.